# Wilhelm Wagner (SS-Hauptsturmführer)
Wilhelm Arthur Konstantin Wagner, född 26 december 1909 i Altenkirchen (Westerwald), Rhenprovinsen, död 30 juli 1978 i Bonn, var en tysk SS-Hauptsturmführer och Gestapo-funktionär. Under andra världskriget var han verksam inom Gestapo i det av Tyskland ockuperade Norge. Wagner var chef för avdelning IV B, som handhade frågor gällande judar, frimurare och kyrkosamfund. Enligt den norska författaren och journalisten Marte Michelet tillhörde bland andra Wagner och Stian Bech de tjänstemän som var helt avgörande för att Förintelsen i Norge kunde komma till stånd.

## Biografi
Wilhelm Wagners far, rektorn Artur Wagner, var ordförande för den lokala avdelningen av det kortlivade Deutsche Vaterlandspartei. Enligt Marte Michelet tog fadern intryck av en av partiets grundare Heinrich Class och dennes pamflett Wenn ich der Kaiser wär' (”Om jag vore kejsare”). I denna skrift agiterar Class för imperialism, pangermanism och antisemitism.
Wilhelm Wagner blev den 1 maj 1933 medlem i Nationalsocialistiska tyska arbetarepartiet (NSDAP) och Schutzstaffel (SS). Två år senare blev han medarbetare på SD-Leitabschnitt vid Sicherheitsdienst (SD) i Berlin. Han kom att handha judefrågor och staben vid hans Referat övervakade den tyska befolkningens reaktioner på den nazistiska maktens antijudiska åtgärder. År 1936 gifte sig Wagner med Anneliese Dahlhausen och i januari 1939 fick paret dottern Anke Irmgard. Då Wagners överordnade ansåg, att han på ett föredömligt sätt systematiserat och utvärderat SD:s underrättelseuppgifter befordrades han 1938 till Untersturmführer, den lägsta officersgraden inom SS.
Den 9 april 1940 inledde Tyskland Operation Weserübung och ockuperade Norge och året därpå anlände Wagner, som hade befordrats till Hauptsturmführer, till landet. Han kom att arbeta under Heinrich Fehlis, som var befälhavare för Sicherheitspolizei (Sipo) och Sicherheitsdienst (SD) (Befehlshaber der Sicherheitspolizei und des SD, BdS) i Norge. Wagner fick ansvar för avdelning IV B – Gestapoavdelningen för jude-, frimurar- och kyrkoärenden. Wagners överordnade inom Reichssicherheitshauptamt (RSHA) i Berlin var Adolf Eichmann. Wagners avdelning var initialt blygsam; under sig hade han endast två SS-officerare. Wagner var ivrig att kartlägga Norges judar och tog kontakt med Harry Koritzinsky (1900–1989), som var sekreterare i Det mosaiske trossamfunn. Wagner och Koritzinsky kom att ha ett stort antal möten vid Victoria Terrasse i Oslo, där Gestapo och Sicherheitsdienst hade sitt högkvarter. Koritzinsky anmodades bland annat att överlämna en översikt över Norges samtliga heljudar, det vill säga de personer som hade minst tre far- och morföräldrar som var judar, enligt Nürnberglagarnas terminologi.
Wagner samarbetade med juristen och polisinspektören Knut Rød, med vilken han i slutet av november 1942 organiserade massarresteringarna och deportationen av norska judar till Tyskland. Med fartyget SS Donau fördes 302 män, 188 kvinnor och 42 barn från Oslo till Stettin för vidare transport till Auschwitz-Birkenau.

### Rättegång
I början av maj 1945 greps Wagner och sattes i en cell på Akershus fästning. Han ställdes inför rätta inför Eidsivating lagmannsrett i augusti 1946. I åtalet stod det bland annat:
| ” | Den åtalade organiserade och genomförde denna rättsvidriga deportation trots att han som högre officer vid den tyska säkerhetspolisen vid den tid då deportationen ägde rum måste ha varit underrättad om vilket öde dessa gick till mötes. | „ |

Wagner dömdes till döden, men domen överklagades till Høyesterett. Wagner bedyrade, att han endast hade lytt order och inte visste någonting om vad som skedde i förintelselägren. Høyesterett mildrade den 30 april 1947 Wagners straff till 20 års fängelse, men han benådades redan 1951 och utvisades.
Wilhelm Wagner avled i Bonn 1978.